# Cylindropuntia fosbergii
Cylindropuntia fosbergii es una especie de planta suculenta perteneciente al género Cylindropuntia, dentro de la familia Cactaceae. Es endémica del sureste de California (Estados Unidos). 

## Descripción
Cylindropuntia fosbergii es una especie de cactus que crece como un arbusto o árbol pequeño densamente ramificado, de hasta 2,5 m de altura. Suele tener un único tronco bien definido, con ramas largas y generalmente curvadas hacia arriba. 
Los tallos son articulados y están formados por segmentos que se desprenden con facilidad. Cada uno de ellos mide hasta 10 cm de largo y de 4 a 6 cm de diámetro. Tienen forma cilíndrica y presentan tubérculos de 1 a 2 cm de largo y de 0,3 a 0,5 cm de alto.
Sobre los tallos se asientan areolas con gloquidios. También tienen de 7 a 10 espinas cubiertas por una vaina epidérmica de color marrón amarillento pálido que parece de papel. Miden hasta 2,5 cm de largo y son de color marrón rojizo pálido.
Las flores son de color marrón rojizo pálido, se abren durante el día (diurnas) y son polinizadas por abejas. Miden hasta 2,5 cm de dinámetro y tienen los filamentos de color verde. La época de floración va de marzo a mayo.
Los frutos van de secos a coriáceos y no son espinosos. En su interior contienen semillas de hasta 3 mm de largo. 
La especie es diploide, siendo su número de cromosomas de 2n = 33, y está estrechamente relacionada con Cylindropuntia bigelovii.

## Distribución y hábitat
El área de distribución nativa de esta especie es el sureste de California y crece principalmente en biomas desérticos o de matorrales secos, a elevaciones de 300 a 450 metros sobre el nivel del mar.
Habita en llanuras, abanicos fluviales y laderas de una zona muy limitada del este del condado de San Diego, California, dentro de la mitad sur del Parque Estatal Desierto de Anza-Borrego.

## Taxonomía
La primera descripción de esta especie fue como Opuntia bigelovii var. hoffmannii, publicada en 1933 por el botánico estadounidense Francis Raymond Fosberg en la revista científica Bulletin of the Southern California Academy of Sciences 32: 121.
Más tarde, el botánico estadounidense Carl Brandt Wolf la elevó a la categoría de especie, y para evitar la homonimia con Opuntia hoffmannii la renombro como Opuntia fosbergii, publicado los cambios en Occasional Papers Rancho Santa Ana Botanic Garden 1: 79 en el año 1938.
Posteriormente, los botánicos Jon Paul Rebman, Marc A. Baker y Donald John Pinkava colocaron la especie en el género Cylindropuntia, pasando a llamarse Cylindropuntia fosbergii y anotando estos cambios en la revista científica Journal of the Arizona-Nevada Academy of Science 33: 150 en el año 2001.
Etimología
- Cylindropuntia: nombre genérico formado por dos palabras: el sustantivo griego kýlindros (que significa 'cilindro') y el género Opuntia, (con el que el género tiene similitudes), haciendo referencia a la forma cilíndrica de los tallos de las plantas.
- fosbergii: epíteto específico otorgado en honor a al botánico estadounidense Francis Raymond Fosberg (1908-1993), quien publicó originalmente el taxón como Opuntia bigelovii var. hoffmannii.

## Usos
Se cultiva principalmente como planta ornamental y su propagación se realiza a través de esquejes.